# 鲁沟河
鲁沟河，位于中国贵州省安龙县北部，是大田河右岸支流，发源于安龙县海子乡烂滩，东北流至海子乡背后伏流进入铁厂海子，至戈塘镇平桥村折东南流，至普坪镇天帽坡转东北流，最后于罗卜桥（萝卜桥）注入大田河。河长41.1千米，流域面积117平方千米，落差628米。多年平均年净流量2.13亿立方米。